# Richard Head, I baronetto
Sir Richard Head (1609 – 18 settembre 1689) è stato un politico inglese.
Head era il figlio di Richard Head di Rochester e di sua moglie Anne Hartridge, figlia di William Hartridge di Cranbrook.
Nel 1667 Head fu eletto membro del Parlamento per rappresentare Rochester fino al 1679. Venne nominato baronetto dell'Hermitage nella contea del Kent il 19 giugno 1676. Nel 1689 Head ospitò re Giacomo II e la sua corte prima che il re lasciasse il paese. Il re fu così contento e sorpreso da questa ospitalità che regalò a Head un anello di smeraldi.
Head morì nel 1689 e per sua volontà lasciò diverse case e terre a Higham al sindaco e a vari cittadini di Rochester per scopi di beneficenza.
Head sposò prima Elizabeth Merrick, figlia di Francis Merrick, assessore di Rochester da cui ebbe tre figli e una figlia. Successivamente sposò anche Elizabeth Willy di Wrotham, Kent, e da lei ebbe due figli e tre figlie.